# Zgornje Škofije
Zgornje Škofije este o localitate din comuna Koper, Slovenia, cu o populație de 745 de locuitori.